# (38046) Krasnoyarsk
(38046) Krasnoyarsk ist ein Asteroid des Hauptgürtels, der am 20. September 1998 vom belgischen Astronom Eric Walter Elst am La-Silla-Observatorium (IAU-Code 809) der Europäischen Südsternwarte in Chile entdeckt wurde.
Der Asteroid ist Mitglied der Schubart-Familie, einer wahrscheinlich vor 1,7 (± 0,7) Milliarden Jahren durch Kollision entstandenen Gruppe von Asteroiden, die sich in einer Bahnresonanz von 3:2 mit dem Planeten Jupiter um die Sonne bewegt. Namensgeber dieser Gruppe ist der Asteroid (1911) Schubart.
(38046) Krasnoyarsk wurde am 9. August 2006 nach der sibirischen Stadt Krasnojarsk benannt, die 1628 gegründet und 1896 an die Transsibirische Eisenbahn angeschlossen wurde.